# Veit Dieterich
Veit Dieterich (* 6. Oktober 1974) ist ein deutscher Reiseverkehrskaufmann und ehemaliger Bundesvorsitzender der Sozialistischen Jugend Deutschlands – Die Falken (SJD – Die Falken).

## Ausbildung, Beruf und Allgemeines
2003 schloss Dieterich das Studium der Rechtswissenschaft an der Universität Potsdam ab. Er machte darüber hinaus eine Ausbildung zum Reiseverkehrskaufmann. Als solcher arbeitete er unter anderem beim Reisebüro „Kopfbahnhof“ in der Berliner Yorckstraße. Er lebt in Berlin.

## Ehrenamt bei der SJD – Die Falken
Dieterich war seit 1987 bei der SJD – Die Falken als Mitglied des Landesverbandes Berlin aktiv. 1999 wurde er in den Bundesvorstand gewählt; im Mai 2003 wählte ihn die 30. Bundeskonferenz als Nachfolger von Marten Jennerjahn zum Bundesvorsitzenden. Im März 2006 wurde Dieterich durch Sven Frye im Bundesvorsitz abgelöst.

## Weitere Tätigkeiten
Dieterich arbeitete ab 2015 in dem Berliner Verein „Respekt für Griechenland“ mit.
Im Januar 2024 wurde Dieterich zum Vorsitzenden des Förderkreises „Dokumentation der Arbeiterjugendbewegung“ gewählt. Dem Vorstand des Förderkreises hatte Dieterich zuvor schon mehrere Jahre angehört.
Dieterich ist darüber hinaus stellvertretender Vorsitzender der SPD-Abteilung Berlin-Dahlem. Er ist zweiter Vorsitzender des Vereins Zeltlagerplatz e. V. Berlin-Heiligensee, dessen Hauptkassierer er zuvor war.

## Politische Positionen
Dieterich kritisierte die Agenda 2010 als „Abbau sozialer Sicherungen und […] Aushöhlung von Arbeitnehmerrechten“. Nach der Wiederholungswahl zum Abgeordnetenhaus von Berlin 2023 lehnte Dieterich eine CDU-geführte Regierung ab.